# 辻本良三
辻本良三（つじもと りょうぞう、1973年10月18日 - ）は、株式会社カプコンのゲームクリエイターおよび専務執行役員である。
カプコンCEO辻本憲三を父に持ち、長兄は代表取締役社長・COO辻本春弘。大阪府羽曳野市出身。阪南大学高等学校、近畿大学商経学部商学科卒業。

## 人物
カプコンCEO辻本憲三の三男として生まれる。大学卒業後の1996年カプコンに入社。
アーケードゲームの開発を経て、コンシューマゲームのネットワーク関係のプランニングなどを担当。同社の船水紀孝が立ち上げ、開発したモンスターハンターシリーズには初作から関わりを持ち、『モンスターハンターポータブル2nd』でプロデューサーデビュー。プロデューサーになってからも、テストプレイヤーとして実験台的な役割も務めている。

## 作品
- バトルサーキット（1997年）プランナー
- 超鋼戦紀キカイオー(アーケード)（1998年）プランナー
- 超鋼戦紀キカイオー(ドリームキャスト)（2000年）プランナー
- アウトモデリスタ（2002年）プランナー
- 機動戦士Ζガンダム エゥーゴvs.ティターンズ（2003年）ネットワークプランニング
- バイオハザード アウトブレイク（2003年）オンラインシステム: ディレクション&プランニング
- モンスターハンター（2004年）オンラインシステム: ディレクション&プランニング
- バイオハザード アウトブレイク ファイル2（2004年）オンラインシステム: ディレクション&プランニング
- 機動戦士ガンダム ガンダムvs.Ζガンダム（2004年）ネットワークプランニング
- モンスターハンターG（2005年）オンラインシステム: ディレクション&プランニング
- モンスターハンターポータブル（2005年）オンラインシステム: ディレクション&プランニング
- モンスターハンターポータブル2nd（2007年）プロデューサー
- モンスターハンター ポータブル 2nd G（2008年）プロデューサー
- モンスターハンター3（2009年）プロデューサー
- モンスターハンターポータブル3rd（2010年）プロデューサー
- モンスターハンター3G（2011年）プロデューサー
- モンスターハンター4（2013年）シニアプロデューサー
- モンスターハンター4G（2014年）シニアプロデューサー
- モンスターハンター：ワールド（2018年）シニアプロデューサー
- モンスターハンターワールド：アイスボーン（2019年）シニアプロデューサー
- モンスターハンターライズ（2021年）シニアプロデューサー
- モンスターハンターライズ：サンブレイク（2022年）シニアプロデューサー

## ラジオ
- モンハンラジオ 良三の部屋（モンスターハンター公式サイト、ポッドキャスト、音泉：2012年11月15日 - ）[5]